# Горгород 2
«Го́ргород 2» — метамодернистский альбом российского рэп-исполнителя Славы КПСС, вышедший 9 июня 2023 года. Является пародийным сиквелом альбома «Горгород» рэпера Oxxxymiron, который продолжает историю писателя Марка.
Альбом записывался на протяжении около 8 месяцев на стримах Славы КПСС. Зрители могли пожертвовать свои деньги и предложить исполнителю последующий сюжет.

## Запись и выпуск
Слава КПСС открыл сбор, чтобы записать пародийный сиквел первой части «Горгорода», и нужная сумма вскоре была набрана. После сбора, он проводил стрим, где переслушивал первый «Горгород», дабы больше узнать о вселенной Горгорода. Каждая из песен была записана на одном из стримов, где донатеры Славы предлагали ему варианты развития сюжета за пожертвования. Итоговый вариант сюжета исполнитель выбирал из доната с самой большой суммой денег. Вскоре Слава назвал процесс написания альбома «Горгородский долгострой».
После написания песни на стриме, исполнитель отдавал её на сведение. Одним из основных продюсеров стало объединение из СНГ «ayy global». Некоторые композиции продюсировали nielyoung, FirstFeel, LetDose и другие. Треки связывались друг с другом с помощью скитов в виде голосовых сообщений, которые Кир оставлял Марку на автоответчик. Кира озвучивал Андрей Замай (согласно сюжету, после первого «Горгорода» Кир совершил трансгендерный переход).
Топ-донатерами исполнителя стали Ida Kipryanu, natacha, Шизанна, которые присутствовали почти на каждом стриме с написанием альбома. В честь этого Слава сказал их ники в треке «ОЙ ДА»
Альбом вышел 9 июня 2023, то есть спустя примерно 2 месяца с последнего стрима по написанию альбома. 

### Обложка
Обложкой альбома является видоизменённая картина нидерландского художника Питера Брейгеля «Вавилонская башня», точнее её второй вариант. На обложке можно увидеть элементы картины «Последний день Помпеи» и других известных картин. Из самой башни виден огромное пламя и чёрный дым. Как и на обложке приквела, в левом верхнем углу есть надпись с названием альбома, выполненная в стиле почтового штемпеля.

## Концепция и содержание

### Основной мотив
Концептуальный альбом продолжает историю горгородского писателя по имени Марк. Оказывается, он жив, но находится в коме. Во сне к нему приходит Гуру, который рассказывает о захвате Горгорода, свержении Мэра и о том, что Алиса, дочь Мэра в заговоре с Гуру. В ските мы узнаем от Кира, что Марк жив. Он просыпается и влюбляется в медсестру-милфу, но, когда он выходит из больницы, его избивают подручные Мэра и отводят к нему. Мэр извиняется, мол, перестарались и рассказывает о событиях, произошедших в Горгороде при правлении Гуру. Оказывается, все, что снилось Марку было явью: Алиса теперь любовница Гуру, а Горгород развален. Марк задумывается над словами Мэра и находит Алису, но сцена с диалогом Марка и Алисы прерывается выстрелом, который принадлежит Фанату Марка из первой части. Он убил девушку, ведь знал, что Марка хотели убить. Фанат готовит вместе с Марком митинг под лозунгом «Имя Марк — значит МАРКсизм.» Далее прослеживается сцена драки писателя и Гуру на балконе, в итоге которой они оба падают с большой высоты. Гуру умирает, а Марк снова впадает в кому. В мире мертвых он встречает всех персонажей, встречавшихся нам ранее: Гуру, Алиса и Мэр. Но после пары разрядов писатель приходит в себя. Жители хотят, чтобы Марк правил им, но главный герой в свою очередь хочет построить «общество без иерархий», из-за которого в Горгороде творится анархия. Писатель с помощью «Нимф Тумана» переселяется в тело Фаната, Мэра и Гуру в разных промежутках времени, чтобы убить писателя (самого себя) и исправить ошибку, из-за которой Горгород был окончательно уничтожен. Целью Марка в песне «На развалинах» было не допустить самого себя к власти.

### Персонажи

#### Главные
Марк — главный герой альбома, горгородский писатель, который пытается свергнуть гуру.
Гуру — антагонист альбома, жестокий диктатор, который развалил Горгород.
Фанат (Федя) — фанат Марка, который спас его от Алисы и помог устроить митинг против Гуру.

#### Второстепенные
Алиса — дочь Мэра, любовница Гуру, одна из главнейших оппозиционеров Мэра.
Мэр — бывший правитель Горгорода, который подталкивает Марка на революцию против Гуру под предлогом возвращения Алисы
Девочка-милф (медсестра) — персонаж, появившийся в одной песне как объект симпатии Марка.

### Композиции
1. «Горгород.fm»[4] — флешфорвард к песне «На развалинах» повествует о полном развале Горгорода. Песня прерывается после первого куплета, так как Марк решил рассказать историю от конца первой части, где он попал в кому.[5]
2. «Сон разума»[6] — в первом куплете Марк описывает свои чувства в коме, а во втором куплете к нему во сне является Гуру, и рассказывает, что смог захватить Горгород. В конце песни с помощью Кира слушатель выясняет, что Марк пришёл в себя.
3. «Девочка-милф»[7] — Марк влюбляется в медсестру, которая является милфой. Во втором куплете Марк ищет гор[8] для медсестры, но в итоге его находят гопники, избивают его и отводят к Мэру.
4. «Слово Мэра 2»[9] — сиквел песни «Слово Мэра» из первой части Горгорода. Мэр рассказывает о том, что Гуру развалил Горгород и предлагает Марку поднять восстание против Гуру. Также Мэр сообщает, что ему осталось жить 12 дней.
5. «Радуга тяготения»[10] — Марк размышляет о том, что сказал ему Мэр. Во втором куплете Марк видит Алису и пытается убедить её перейти на сторону Мэра, но Алиса отвечает, что всегда была с Гуру и не собирается предавать его. В конце песни слышен выстрел пистолета.
6. «ПСЖД»[11] — оказывается, что выстрел пистолета принадлежал фанату Марка из первой части. Он застрелил Алису, тем самым спасая Марка. Во втором куплете они готовят восстание против Гуру.
7. «Конец Империи»[12] — фанат Марка и сам писатель поднимают восстание против Гуру. В конце песни Марк и Гуру дерутся на балконе, в результате чего оба падают с него.
8. «Rave Эзотерика»[13] — в начале песни слушатель узнаёт от Кира, что Гуру умер, а Марк впал в кому. В самой песне Марк гуляет по миру мёртвых и видит умерших Мэра, Гуру и Алису. В конце песни Марк просыпается и определяется с новой идеологией Горгорода — некро-коммунизм.
9. «Я упал с луны»[14] — Марк рассказывает о равенстве и некро-коммунизме народу Горгорода, а вскоре отказывается от своего правления.
10. «На развалинах»[15] — в начале песни Кир проклинает Марка, за то, что он не берёт на себя ответственность за свои поступки. Горгород полностью развален, выживают лишь сильнейшие[16]. Во втором куплете кто-то доносит Марку идеологию Гуру, что позволяет ему вселится в другое тело в прошлом, чтобы исправить свою ошибку. Сначала Марк вселяется в тело фаната(Феди), критикует его в песне «Кем ты стал»[17], далее пытается убить его в песне «Башня из слоновой кости»[18], но Марк не умирает после выстрела, а потом стреляет в песне «Радуга тяготения»[10], но случайно убивает Алису. Затем Марк вселяется в тело Гуру и манипулирует писателем, позже пытаясь убить его в драке на балконе. Наконец, переселяется в Мэра, но у него не получается остановить восстание из первой части Горгорода. Круг замыкается словами: «Эх Марк, хотел бы сейчас стать тобой».
11. «ОЙ ДА»[19] — очередной стеб над Oxxxymiron’ом. В этом треке Слава отсылается к трекам Окси «Где нас нет», «Ойда».

## Рецензии
Ведущий «Риса за творчество» Александр Фломастер оценил альбом на 90 баллов из 90, что является высокой оценкой как для творчества Славы, так и для всех оцененных работ на проекте в целом. Помимо этого «Горгород 2» получил 2 награды на «Риса за творчество»: «Альбом месяца» и «Обложка месяца».

### Статья на «Вопросы литературы»
На сайте журнала критики и литературоведения «Вопросы литературы» также вышла статья под названием «О метамодернистской рэп-поэме Славы КПСС „Горгород 2“». Денис Балин, поэт и публицист, составил статью с подробным разбором сюжета рэп-фанфика и объяснением различий обеих частей.
Исходя из этой статьи, ключевое различие «Горгорода» Oxxymiron'а и Славы КПСС в том, что постмодернистская антиутопия Мирона не обращена к человеку, не он является предметом интереса автора, исполнителя в первой части занимают многочисленные аллюзии из античности, литературных произведений и отсылки к актуальным темам наших дней, но человека там нет, там только «называние ради называния, отсылка ради отсылки, игра ради игры», а сам лирический герой нужен только в качестве повода для протеста, антиправительственного высказывания, в этом заключается его главная функция.
Слава КПСС же заходит на территорию постмодернизма через пародию, наполняя своими смыслами, преображая и подрывая его изнутри. Из политической куклы Марк стал личностью, приобрел человеческие черты, где находится место сентиментальности, искренности, гневу и юмору. Он больше не инструмент одной лишь игры, не повод для аллюзий к античной или христианской истории, не попытка показать, насколько, по мнению автора, его сограждане трусливы и слабы против власти, а неоднозначный персонаж со своими эмоциями и характером.
Это сравнение, по мнению Дениса Балина, аналогично можно провести и с обложками: «В этом плане очень символичны обложки альбомов: Oxxxymiron строит свою Вавилонскую башню, а Слава КПСС её сжигает, переходя от постмодернизма к парадигме метамодерна».

## Список композиций
| №   | Название           | Продюсер(ы)                     | Длительность |
| --- | ------------------ | ------------------------------- | ------------ |
| 1.  | «Горгород.fm»      | nielyoung, Checkerx             | 1:29         |
| 2.  | «Сон разума»       | ayy global                      | 3:17         |
| 3.  | «Девочка-милф»     | ayy global                      | 2:50         |
| 4.  | «Слово Мэра 2»     | ayy global                      | 2:18         |
| 5.  | «Радуга тяготения» | ayy global                      | 2:35         |
| 6.  | «ПСЖД»             | ayy global                      | 3:23         |
| 7.  | «Конец Империи»    | FirstFeel                       | 2:37         |
| 8.  | «Rave Эзотерика»   | FirstFeel                       | 3:29         |
| 9.  | «Я упал с луны»    | ayy global, SoundMain и LetDose | 2:05         |
| 10. | «На развалинах»    |                                 | 6:23         |
| 11. | «ОЙ ДА»            |                                 | 4:47         |

## Участие в записи
- Вячеслав Валерьевич (Слава КПСС) — вокал, текстовая составляющая
- Андрей Андреевич (Замай) — голос Кира
- FirstFeel — продюсер песен «Конец Империи» и «Rave Эзотерика»
- ayy global — продюсер большинства песен в альбоме
- nielyoung — продюсер песни «Горгород.fm»
- Checkerx — продюсер песни «Горгород.fm»
- SoundMain — продюсер песни «Я упал с луны»
- LetDose — продюсер песни «Я упал с луны»